# Comitato paralimpico neozelandese
Il comitato paralimpico neozelandese è un comitato paralimpico nazionale per lo sport per disabili della Nuova Zelanda.